# Красношапочная тимелия
Красношапочная тимелия (лат. Timalia pileata) — вид воробьиных птиц из семейства тимелиевых (Timaliidae), единственный в одноимённом роде (Timalia).

## Распространение
Птица обитает в таких странах, как Бангладеш, Вьетнам, Индия, Индонезия, Камбоджа, Китай, Лаос, Мьянма, Непал и Таиланд.
Национальный парк Сукла Фанта в Непале представляет собой западный рубеж распространения красношапочной тимелии.